# Guvernoratul Sinaiul de Sud
Guvernoratul Sinaiul de Sud (în arabă جنوب سيناء) este o unitate administrativă de gradul I, situată în partea de est a Egiptului, în peninsula Sinai. Reședința sa este orașul El Tor.